# Кайя Гербер
Кайя Гербер (англ. Kaia Gerber; нар. 3 вересня 2001, Малібу) — американська фотомодель та акторка, працює в агентстві IMG Models.

## Біографія
Дочка супермоделі і акторки Сінді Кроуфорд та підприємця Ренді Гербера. Кайя змалку готувалася до модельної кар'єри. У цьому їй допомагали вміння та зв'язки матері. У 10 років Кайя взяла участь у показі «Young Versace». Згодом були фотосесії для модних журналів «Vogue», «Teen Vogue» та «Pop Magazine».
На подіумі дебютувала у 2017 році на показі колекції Рафа Сімонса для «Calvin Klein». Згодом дефілювала для модних будинків Marc Jacobs, Burberry, Alexander Wang, Coach, Prada, Chanel, Fendi, Moschino. Під час весняного тижня моди 2018 року виступила для дому Versace разом з мамою. У лютому 2018 року з'явилася на обкладинці «Vogue Paris». У 2018 році разом з Софією Мехетнер знялася у рекламній кампанії парфумів «Daisy» Марка Джейкобса.

## Фільмографія
| Рік  |    | Українська назва                           | Оригінальна назва                     | Роль           |
| ---- | -- | ------------------------------------------ | ------------------------------------- | -------------- |
| 2016 | тф |                                            | Sister Cities                         | Кароліна       |
| 2017 | с  |                                            | Rich Kids of Instagram                | Кая            |
| 2021 | с  |                                            | American Horror Stories               | Рубі           |
| 2021 | с  | Американська історія жаху: Подвійний сеанс | American Horror Story: Double Feature | Кендалл        |
| 2021 | ф  |                                            | The Great Gatsby Live Read!           | Дейзі Бьюкенен |